# ارنی گلن
ارنی گلن (انگلیسی: Ernie Glenn; ۱۲ آوریل ۱۹۰۲ – ۲۵ فوریهٔ ۱۹۶۵) بازیکن فوتبال اهل بریتانیا بود.
از باشگاه‌هایی که در آن بازی کرده‌است می‌توان به باشگاه فوتبال بریستول سیتی اشاره کرد.